# Catedral de São Marcos de Arica
A Catedral de São Marcos de Arica é uma obra arquitetônica que se localiza na cidade de Arica. A construção foi encarregada pelo presidente peruano José Balta nos moldes do francês Gustave Eiffel e originalmente destinada para o balneário de Ancón. 
A antiga Igreja Matriz de Arica que esteve em pé por 226 anos desde a colônia, foi destruída pelo terremoto de 1868 e pelo um comitê de damas de Arica realiza o pedido a Balta para que essa construção seja destinada a Arica. O pedido foi aceito e a edificação foi inaugurada em 1876 sobre os escombros da Igreja Matriz.
Em 1880, a cidade de Arica passa a ser ocupada militarmente pelo Exército do Chile, mas até inícios do século XX, a paróquia de Arica seguiu dependendo da diocese de Arequipa segundo o que havia disposto a Santa Sé. Em 27 de fevereiro de 1910 o intendente de Arica, Máximo Lira, decreta a expulsão de Juan Vitaliano Berroa, pároco de Arica e Juan Gualberto Guevara, seu auxiliar, por ser peruanos substituí-los por capelães militares chilenos.
Foi declarada Monumento Nacional em 4 de outubro de 1984.
É uma obra inspirada no estilo gótico, quando na Europa se aplicava materiais metálicos. A estrutura é completamente metálica, exceto suas duas portas de madeira. Seu patrono, São Marcos, é celebrado a cada 25 de abril, data da fundação espanhola da cidade. Localiza-se entre as ruas San Marcos, Yungay e Bolognesi, frente a Praça Colón.